# Григорян Артем Сергійович
Артем Сергійович Григорян (нар. 29 вересня 1992, Київ) — український режисер, продюсер, оператор та монтажер. Співзасновник студії KNIFE! Films. Відомий за документальними проєктами: «Яремчук: Незрівнянний світ краси», «СПАЛАХ», «ЕПІЗОДИ», «Вічно танцююча людина».

## Біографія
У 2009 році поступив у Київський національний університет культури і мистецтв на спеціальність кінооператора.
У 2019 році спільно з Максимом Сердюком заснував студію KNIFE! Films, яка займається виробництвом повнометражних документальних фільмів.
У 2020 році став режисером фільму Вічно танцююча людина про співака Дмитра Монатика. Того ж року документальний серіал «СПАЛАХ» від онлайн-видання СЛУХ став відчутною культурною подією в Україні і викликав суспільний резонанс.
У липні 2024 року був спікером літньої кіношколи Одеського міжнародного кінофестивалю.
У 2024 році на екрани виходять цикл документальних фільмів Епізоди: Історії незалежної України та окрема стрічка Яремчук: Незрівнянний світ краси.

## Фільмографія
| Рік  | Назва                            | Формат                | Режисер | Продюсер | Сценарист | Режисер монтажу |
| ---- | -------------------------------- | --------------------- | ------- | -------- | --------- | --------------- |
| 2020 | СПАЛАХ                           | документальний серіал | Так     |          |           | Так             |
| 2021 | Вічно танцююча людина            | документальний фільм  | Так     |          |           | Так             |
| 2022 | Далі                             | документальний фільм  | Так     |          |           | Так             |
| 2023 | Історії українського IT          | документальний фільм  |         | Так      |           |                 |
| 2024 | ЕПІЗОДИ: Україна на Мундіалі     | документальний фільм  | Так     |          |           | Так             |
| 2024 | ЕПІЗОДИ: Тінь Чорнобиля          | документальний фільм  | Так     |          |           | Так             |
| 2024 | ЕПІЗОДИ: Не перемикайтесь!       | документальний фільм  | Так     |          | Так       | Так             |
| 2024 | Три в одному                     | документальний серіал |         | Так      |           |                 |
| 2024 | Яремчук: Незрівнянний світ краси | документальний фільм  | Так     |          |           | Так             |